# نیرما
نیرما (انگلیسی: Nirma) شرکت کالای هندی است، که در سال ۱۹۹۰ تأسیس شد.